# Раевка (Самарская область)
Раевка — поселок в Красноярском районе Самарской области в составе сельского поселения Большая Каменка. 

## География
Находится на правом берегу реки Сок на расстоянии примерно 13 километров по прямой на северо-восток от районного центра села Красный Яр.

## История
Основано как выселок села Большая Каменка.

## Население
Постоянное население составляло 14 человек (русские 100%) в 2002 году, 20 в 2010 году.